# Библиотека Джорджа Пибоди
Библиотека Джорджа Пибоди — исследовательская библиотека Университета Джонса Хопкинса, расположенная в Балтиморе (штат Мэриленд). Находится в Консерватории Пибоди на Вест-Маунт-Вернон-плейс в историческом культурном районе Маунт-Вернон-Бельведер к северу от центра города, напротив памятника Вашингтону. Фонды доступны для всех желающих в соответствии с завещанием известного балтиморского банкира, финансиста и филантропа Джорджа Пибоди.

## История
Изначально библиотеку финансировал сам Джордж Пибоди, получивший своё состояние торговлей. В феврале 1857 года он «передал 300 000 долларов в качестве первоначального вложения для Института Пибоди».
Изначально открытие института планировалось в 1860 году, но конфликт между штатами, вызванный Гражданской войной в США, заморозил строительство до 1866 года. В знак благодарности за доброту и гостеприимство первый сегмент Западного крыла нового Института Пибоди был посвящён гражданам Балтимора.
Первоначально институт был задуман как культурный центр города Балтимор с перспективой создания художественной галереи, музыкальной школы, публичного лектория. Также планировалось выпустить наград, предназначенных для лучших выпускников Университета. На тот момент в городе находились три государственные средние школы: одна для мальчиков в Центральной средней школе (на сегодняшний день Балтиморский городской колледж), и две для девочек в Восточной и Западной средней школе.
Также в городе существовала публичная справочная библиотека, которая не выдавала книги на дом. В 1876—1878 годах эта библиотека была перемещена во второй сегмент Восточного крыла института.
Западное крыло Института Пибоди открылось в 1866 году. Самые известные здания университета с видом на памятник Вашингтону и восточное крыло библиотеки были спроектированы в одном стиле; архитектором стал Эдмунд Линд.
Библиотека оставалась частью Института Пибоди до 1967 года, пока она не была переведена в город Балтимор и не стала отделом Свободной библиотеки Эноха Пратта на Соборной улице. Тогда она вошла в отделением бесплатной публичной библиотеки Эноха Пратта. В 1982 году её передали Университету Джонса Хопкинса.

## Коллекция
Основная коллекция состоит 300 000 томов по широкому кругу тем, но в основном сосредоточена на книгах XIX века, что соответствует желанию Пибоди, чтобы она была «хорошо оснащена во всех областях знаний и наиболее авторитетной литературой». Там находятся книги по религии, британскому искусству, архитектуре, топографии и истории, в том числе американской; биографии; романским языкам, истории науки; географии, исследованим и путешествиям; художественная литература на английском и романских языках.

## Здание
Благодаря роскошному интерьеру, библиотека считается одной из самых красивых в мире. Она была спроектирована балтиморским архитектором Эдмундом Линдом в сотрудничестве с первым ректором Пибоди Натаниэлем Х. Морисоном, который описывал её как «собор с книгами». Монументальный интерьер в неогреческом стиле составляют возвышающийся на 19 метров над чередующимся чёрно-белыми мраморными плитками пола атриум, решётчатые потолочные окна из тяжёлого матового стекла, пять ярусов украшенных кованными решётками балконов из чёрного чугуна и золота. В период с июля 2002 года по май 2004 года библиотека была отремонтирована на сумму 1 миллион долларов.

## Частные мероприятия
Библиотека Джорджа Пибоди работает как место проведения мероприятий. Плата за проведение мероприятий идёт на поддержание фонда библиотеки.

## Примечание
1. 1 2 3  Library of Congress George Peabody Library // Library of Congress Name Authority File (англ.)
2. 1 2 3  George Peabody Library // Карты Google — 2005.
3. ↑  https://www.library.jhu.edu/library-hours/george-peabody-library/
4. ↑  History | The George Peabody Library (англ.). peabodyevents.library.jhu.edu. Дата обращения: 19 октября 2017. Архивировано из оригинала 1 февраля 2017 года.
5. ↑  Peabody, George (1857). Founding Letter, February 12, 1857. American Journal of Education. 3.
6. ↑  Franklin Parker.George Peabody and Maryland. Peabody Journal of Education, Vol. 37, No. 3. (Nov., 1959), pp. 150—157.
7. ↑  Dorsey, John. Mr. Peabody’s Library. Baltimore, 1978. 4-5
8. ↑  Most Beautiful Libraries In The World (амер. англ.) (недоступная ссылка — история). ArrestedWorld. Дата обращения: 3 ноября 2020.
9. ↑  George Peabody's Donation. American Journal of Education. III. March 1857. Дата обращения: 10 ноября 2015.
10. ↑  Oehlert, D. Books and Blueprints: Building America’s Public Libraries (Contributions in Librarianship and Information Science) p.19, Greenwood Press (1991)
11. ↑  Dumenco, Simon. Oriole Kooky. The New York Times (24 ноября 2009). Дата обращения: 18 марта 2012. Архивировано 21 февраля 2021 года.
12. ↑  Archived copy. Дата обращения: 16 октября 2015. Архивировано из оригинала 1 февраля 2017 года.
13. ↑  The JHU Gazette, A Polished Peabody Library Reopens, May 3, 2004,Vol 33.